# 林祖輝
林祖辉（英語：Thomas Lam Cho Fai，1965年12月24日—），香港男藝人、記者及主持，前童裝代理公司「Rookie Company Limited」董事。

## 簡歷
林祖辉在1983年畢業於九龍華仁書院，與無綫電視節目監製黃中濠為同屆中學畢業生；於1987年完成第二次香港高等程度會考公開試並考入香港大學。他在1990年在香港大學文學院（主修經濟及哲學）畢業；1988至1990年曾當了香港商業電台唱片騎師一段時間，才經亞洲電視藝員科經理何其穎招攬轉向亚视，主要擔任《今日睇真D》記者，亦曾演出多套劇集。1996年他在林百欣的首肯下，被曾勵珍借將無綫電視特別演出《壹號皇庭V》，為期半年。2000年便轉投香港有線電視，主持有線電視娛樂台《娛樂熱賣10點半》等節目。2007年，他再轉投東亞衛視，出任製作總監一職，監製電影評論節目《光影三人行》。2009年，林建岳結束東亞衛視，他又轉任無綫电视藝員發展科助理藝員經理。
2011年，林祖辉辭職後北上發展，加入非凡中國體育，成為該公司的體育資源部高級副總裁，專責管理旗下運動員。2012年，他選擇離職回港從商，跟其妻姚嘉妮一同開設童裝代理公司「Rookie Company Limited - Hong Kong」，並擁有6間店舖。另外，他和歐陽應霽、黃子華為多年故友，曾一起合作完成1990年公演的《黃子華棟篤笑系列的第1輯：娛樂圈血肉史》，而「棟篤笑」此名稱乃是三人構思出來，意思取自「棟篤企，說笑話」；2019、2021年應 ViuTV 邀請參演原創劇《理想國》及《IT狗》。

## 感情生活
林祖輝與姚嘉妮於1999年開始拍拖，至2006年11月11日在香港屯門黃金海岸酒店註冊和擺設婚宴。2009年，姚嘉妮誕下女兒，2012年則誕下兒子。
2024年6月17日，林祖輝與姚嘉妮一同接受傳媒訪問，並直認二人已離婚多年，但並不涉及第三者，關係亦保持友好。二人亦會繼續共同撫養一對子女。

## 演出作品

### 電視劇
| 首播     | 劇名                             | 角色                                   |
| 亞洲電視 |                                  |                                        |
| 1991年   | 女人一族                         | （單元：《疑情》）                     |
| 1991年   | 大提琴與點三八（又名：黑幫輓歌） | 程漢陽                                 |
| 1991年   | 上海一九四九                     |                                        |
| 1991年   | 豪門                             | 浮世華                                 |
| 1992年   | 一千靈異夜                       | （單元：《厲鬼焚情》）                 |
| 1992年   | 一千靈異夜                       | （單元：《凶穴》）                     |
| 1992年   | 廉政行動                         | （單元：《偽證過關》）                 |
| 1992年   | 廉政行動                         | （單元：《臥底藏龍》）                 |
| 1992年   | 廉政行動                         | （單元：《危樓驚夢》）                 |
| 1992年   | 烈火雄風                         | 戚耀輝                                 |
| 1992年   | 仙鶴神針                         | 曹 雄                                  |
| 1993年   | 鐵咀雞與扭紋柴                   | 羅勵志                                 |
| 1993年   | 新香港奇案                       | 高樂文（單元：《高超道邨電梯情殺案》） |
| 1993年   | 馬場風雲                         | 霍東尼                                 |
| 1993年   | 皇家警察實錄2                    | （單元：《鑑証科與法醫科》）           |
| 1993年   | 新朱門怨                         | 沈昌英                                 |
| 1994年   | 城中姊妹花                       | 鞏 輝                                  |
| 1994年   | 戲王之王                         | 蒲 傑                                  |
| 1994年   | 宋氏姊妹（與日本放送協會合作）   |                                        |
| 1994年   | 郎心如鐵（又名：失落真心）       | 葉世康                                 |
| 1996年   | 我和春天有個約會                 | 陸達生（大陸雞）                       |
| 1997年   | 國際刑警1997                     | Fox（單元：《越南鬼蝶》）              |
| 1997年   | 97變色龍                         | 郭公子（第3集）                        |
| 1997年   | 真相                             | 宋學斌（單元：《暗殺風暴》）           |
| 1999年   | 英雄廣東十虎                     | 譚嗣同                                 |
| 1999年   | 南海十三郎                       | 宋子豪                                 |
| 2000年   | 電視風雲                         |                                        |
| 無綫電視 |                                  |                                        |
| 1997年   | 壹號皇庭V                        | 何 志                                  |
| ViuTV    |                                  |                                        |
| 2019年   | 理想國                           | 鄭耀明                                 |
| 2022年   | IT狗                             | 黃金開父親                             |

### 主持節目
| 首播          | 節目名                     | 備註                                              |
| 亞洲電視      |                            |                                                   |
| 1992 - 1993年 | 群星過晒界                 | 主持之一                                          |
| 1994 - 2000年 | 今日睇真D                  | 記者、主持之一                                    |
| 1994年        | 第一屆十大電視廣告頒獎典禮 | 主持（與何守信及萬綺雯）                          |
| 1995年        | 今日北京話宣武             | 主持（與顧紀筠）                                  |
| 1995年        | 第二屆十大電視廣告頒獎典禮 | 主持（與何守信及歐錦棠）                          |
| 1996年        | 第三屆十大電視廣告頒獎典禮 | 主持（與何守信及歐錦棠）                          |
| 1996年        | 第12屆亞洲小姐競選         | 主持（與何守信及歐錦棠）                          |
| 1996年        | 1996亞特蘭大奧運           | 主持                                              |
| 1997年        | 一個台慶頒獎典禮           | 主持（與鄧萃雯）                                  |
| 1997年        | 第四屆十大電視廣告頒獎典禮 | 主持（與歐錦棠及尹天照）                          |
| 1997年        | 第13屆亞洲小姐競選         | 主持（與何守信及陶大宇）                          |
| 1998年        | 第五屆十大電視廣告頒獎典禮 | 主持（與陳啟泰）                                  |
| 1998年        | 第14屆亞洲小姐競選         | 主持（與何守信及歐錦棠）                          |
| 1998年        | '98亞視世界盃              | 主持之一                                          |
| 1999年        | 第二屆香港男士競選         | 主持（與何守信、陳啟泰、林敏驄、朱慧珊及 曾華倩） |
| 2000年        | 2000悉尼奧運               | 主持                                              |
| 2015年        | 亞視光輝歲月               | 第7集嘉賓                                         |
| ？年          | 華人北極之旅               | 主持                                              |
| ？年          | 腳踏腳踏車上雪山           | 主持                                              |
| 有線電視      |                            |                                                   |
| 2000 - ？年   | 娛樂熱賣10點半             | 主持                                              |
| 2003 - 2004年 | 足智多謀                   | 主持（與許諾輝）                                  |

### 綜藝節目
| 首播            | 節目名           | 備註       |
| 港台電視31、31A |                  |            |
| 2017年          | 自在八點半（住） | 第十集嘉賓 |
| 奇妙電視        |                  |            |
| 2018年          | 搵錢男女         | 第9集嘉賓  |

### 電影
| 首映   | 電影名                                 | 角色            |
| 1990年 | BB30                                   | 林漢江醫生      |
| 1991年 | 香港奇案·女星何價（亞洲電視電影）      | 阿 偉           |
| 1991年 | 香港奇案·邪教風雲（亞洲電視電影）      |                 |
| 1991年 | 香港奇案·AK47（亞洲電視電影）          |                 |
| 1991年 | 黑貓                                   | 楊亞倫（Allen） |
| 1992年 | 92黑玫瑰對黑玫瑰                       | 阿 全           |
| 1992年 | 鐳射劇場之航天行動（亞洲電視電影）     | 恐怖份子        |
| 1992年 | 鐳射劇場之摩登72家房客（亞洲電視電影） |                 |
| 1993年 | 情人知己                               | Benny           |
| 1994年 | 愛情色香味                             | Stanley         |
| 1995年 | 狼吻夜驚魂                             | John            |
| 1995年 | 我要活下去                             |                 |
| 1996年 | 正牌香蕉俱樂部                         |                 |
| 2000年 | OL誘惑之各自各精彩                     | Roger Cheung    |
| 2000年 | 死亡網絡                               |                 |
| 2001年 | 正將                                   | Raymond         |
| 2001年 | 飛哥傳奇                               |                 |
| 2001年 | 老友記茶餐廳                           | 胡 朝           |
| 2002年 | 風流家族                               | Harry           |
| 2003年 | 賭俠之人定勝天                         | 羅大富          |
| 2003年 | 非典人生                               | 劉醫生          |
| 2019年 | 王牌霸王花（網絡電影）                 | 大 馬           |
| 2024年 | 看我今天怎麼說                         | 慈安會總理      |

### 電台節目
| 首播          | 節目名                         | 備註             |
| 新城電台      |                                |                  |
| 2002 - 2004年 | 生活好國度                     | 主持             |
| 心視台        |                                |                  |
| 2016年        | 心星台                         | 嘉賓             |
| 新城知訊台    |                                |                  |
| 2018年 -      | 今日由而家開始系列 —— 兒童不宜 | 主持（與鄭啟泰） |

## 音樂作品

### 合輯
| #   | 專輯名稱                       | 專輯類型       | 發行公司   | 發行日期      | 曲目 |
| 1st | 今日的聲音                     | 黑膠碟、錄音帶 | CBS / SONY | 1989年        | 曲目 1. 前途萬里行 （主唱：商業一台唱片騎師） 2. 兩顆心對話 （主唱：蔡齡齡及胡增良；改编自 Kylie & Jason《Especially For You》） 3. 離情別緒（主唱：盧業瑂） 4. 末世紀的浪漫（主唱：胡增良） 5. 2020·晚星傳說 （主唱：林祖輝、黃子華及彭鏡光） 6. 年輕，只有一次 （主唱：盧業瑂、胡增良及歐陽德勛） 7. 原諒我記不起（主唱：歐陽德勛） 8. Loving You（主唱：蔡齡齡） 9. 就在今天開始（主唱：彭鏡光） 10. 是非世界（主唱：鄧梓峰） |
| 2nd | 關不掉的聲音 6 pair半+城市民歌 | 合輯           | SONY       | 2001年9月21日 | 曲目 Disc 1 1. 那一天（主唱：曾路得） 2. 天各一方（主唱：曾路得） 3. 冷雨（主唱：錢錢） 4. 年青人（主唱：湯正川） 5. 每當晚飯時（主唱：張武孝） 6. 摇摆樂（主唱：楊振耀） 7. 無可奉告（主唱：何嘉麗及鄭丹瑞） 8. 無可奉告續集（主唱：何嘉麗） 9. 誰在意（主唱：周美茵） 10. 小小鈕扣（主唱：何嘉麗） 11. 長街的一角（主唱：林憶蓮） 12. 為什麼（主唱：盧業瑂） 13. 快樂時光（主唱：曾路得及陳少寶） 14. 人在社會中（主唱：湯正川） 15. 早晨早晨（主唱：俞琤） 16. 賞心樂事（主唱：樂仕） 17. 唱不完的故事（主唱：關西蒙） 18. 前途萬里行（主唱：歐陽德勛、鄧梓峰、胡增良、黃子華、彭鏡光、歐陽應霽及林祖輝） Disc 2 1. 問（主唱：區桂芬及葉源春） 2. 歸途（主唱：林志美） 3. 昨夜的渡輪上（主唱：李炳文） 4. 童真（主唱：陶贊新） 5. 感情的段落（主唱：林志美） 6. 變色的紫花（主唱：黃敏華） 7. 風（主唱：陶贊新） 8. 堤岸（主唱：黃敏華） 9. 漁村風光（主唱：李炳文） 10. 晨曦（主唱：林志美） 11. 風箏（主唱：林志美） 12. 兩個黃昏（主唱：楊國華） 13. 望鄉（主唱：林志美） 14. 不再徬徨（主唱：李炳文） 15. 失落（主唱：楊國華） 16. 城市外的清晨（主唱：楊國華） 17. 歡笑隔絕我（主唱：葉源春） 18. 城市之歌（主唱：城市民歌合唱團） |

## 書籍
| 日期         | 書名                | 國際標準書號       |
| 萬里機構     |                     |                    |
| 1996年       | 睇真D採訪手記       | ISBN 9621410347    |
| 博益出版集團 |                     |                    |
| 1999年8月1日 | 男生發酵宿舍        | ISBN 9789621749284 |
| 博益出版集團 |                     |                    |
| 2001年7月    | 泥鯭骨下的電話號碼  | ISBN 9789621783523 |
| 初文出版社   |                     |                    |
| 2023年12月   | 莫失莫忘-我的人生路 | ISBN 9789887689140 |

## 外部連結
- 林祖輝的新浪微博
- 林祖輝的Facebook專頁
- ROOKIE - Hong Kong的Facebook專頁
- 林祖輝在香港影庫上的簡介